# Сеченский
Сеченский — посёлок в Киреевском районе Тульской области России.
В рамках административно-территориального устройства входит в Приупский сельский округ Киреевского района, в рамках организации местного самоуправления включается в сельское поселение Приупское.

## География
Расположен в 8 км к юго-западу от города Киреевска.

## Население
| 2010 |
| ---- |
| 254  |